# Sierolomorphidae
Sierolomorphidae – rodzina błonkówek z infrarzędu żądłówek i nadrodziny os.

## Opis
Ciało dorosłych ciemnobrązowe do czarnego. Głowa o czole nabrzmiałym nad torulusem. Wierzchołek tylno-boczny przedplecza z przodu teguli zaokrąglony, a krawędź tylno-grzbietowa słabo wklęśnięta. Najczęściej skrzydła w pełni rozwinięte u obu płci, ale występują również samice krótko- i bezskrzydłe. Środkowa i tylna para odnóży o biodrach przylegających, a na tych tylnej pary obecne słabe, podłużne żeberko. Sterna pierwsze i drugie metasomy oddzielone głębokim przewężeniem. Metasoma siedząca. Hypopygium samca zredukowane i w większości schowane.

## Biologia i rozmieszczenie
Larwy tych błonkówek te są prawdopodobnie ektopasożytami owadów.
Zasiedlają północną półkulę. W Ameryce od Jukonu po Hawaje i Panamę. Znane też z wschodniej Palearktyki.

## Systematyka
Według Hymenoptera of the World (1993) rodzina jest monotypowa i obejmuje wyłącznie rodzaj Sierolomorpha, jednak w 1990 roku Q. Argaman włączył do tej rodziny rodzaj Proscleroderma, który został pierwotnie umieszczony w Bethylidae.